# Gartenstraße 16 (Hermersberg)
Das Haus Gartenstraße 16 in der rheinland-pfälzischen Ortsgemeinde Hermersberg ist ein um 1856 errichteter, historischer ehemaliger Bauernhof. Das denkmalgeschützte Gebäude wurde 1986 renoviert und dient seither als Wohnhaus.

## Lage
Das Haus wurde im historischen Ortskern der Gemeinde Hermersberg erbaut; direkt gegenüber liegt der Alte Dorfbrunnen. 

## Geschichte
Das Sandsteingebäude diente als Bauernhof; von einer um 1844, d. h. vor dem eigentlichen Bauernhaus, erbauten Scheune sind im Originalzustand nur noch Mauerreste und ein Torbogen erhalten. Diese wurden 1985–1987 mit einem moderneren Wohnhaus überbaut. Die ursprünglichen Jahre des Baus von Scheune und Haus sind jeweils im Schlussstein vermerkt.
2015–2016 wurde das Gebäude sowie das angebaute Hinterhaus (ehemalige Scheune) außen renoviert.

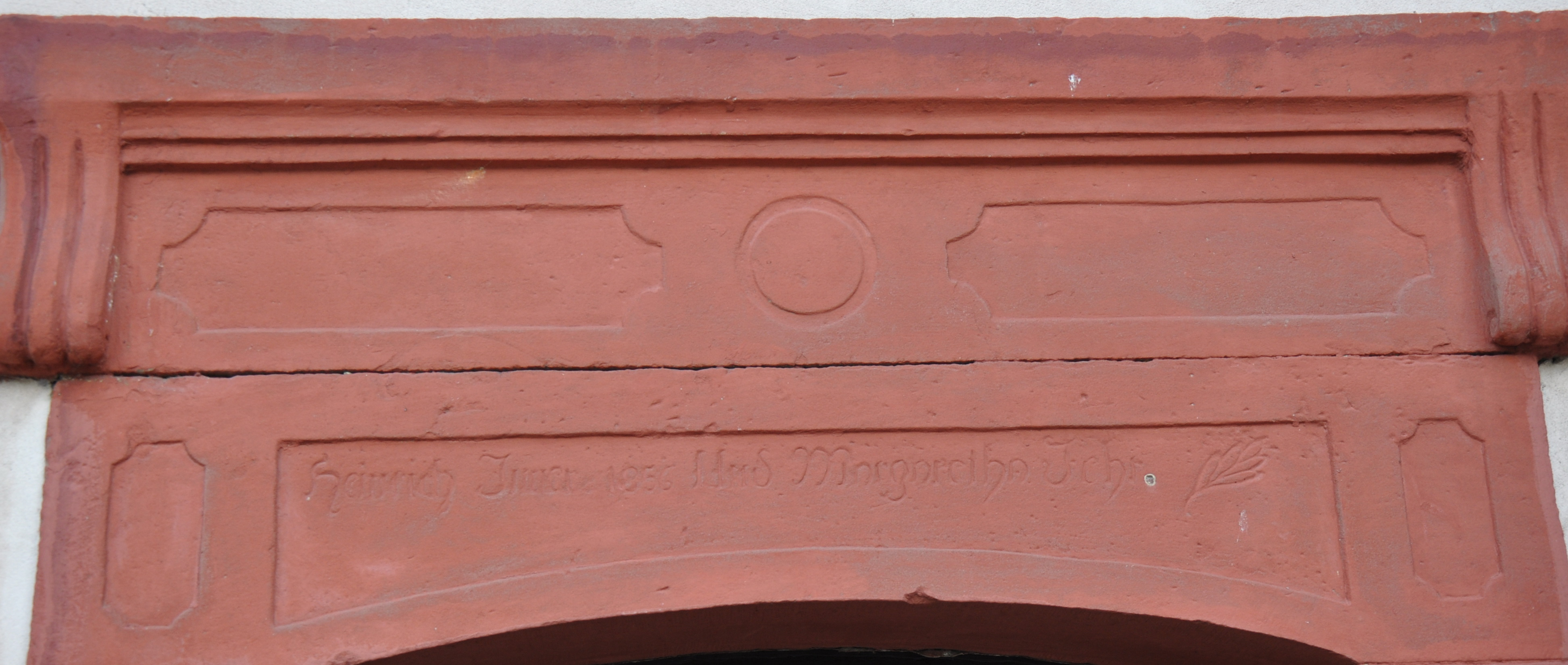
Schlussstein des Vorderhauses, Inschrift „Heinrich Juner 1856 und Margarethe Fehr“
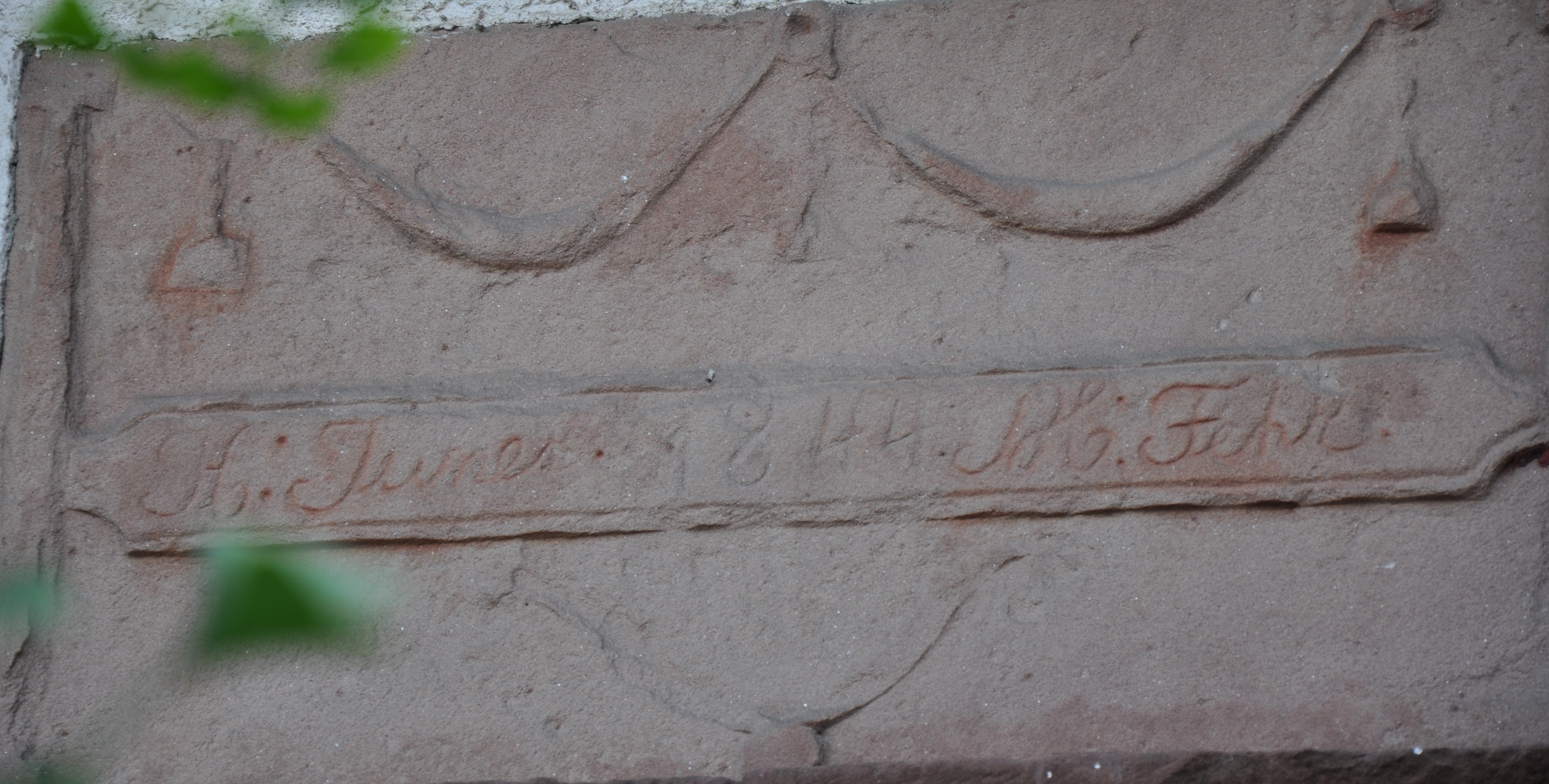
Schlussstein der Scheune, Inschrift „H. Juner 1844 M. Fehr“